# Mûmak
Pour les articles homonymes, voir Oliphant.

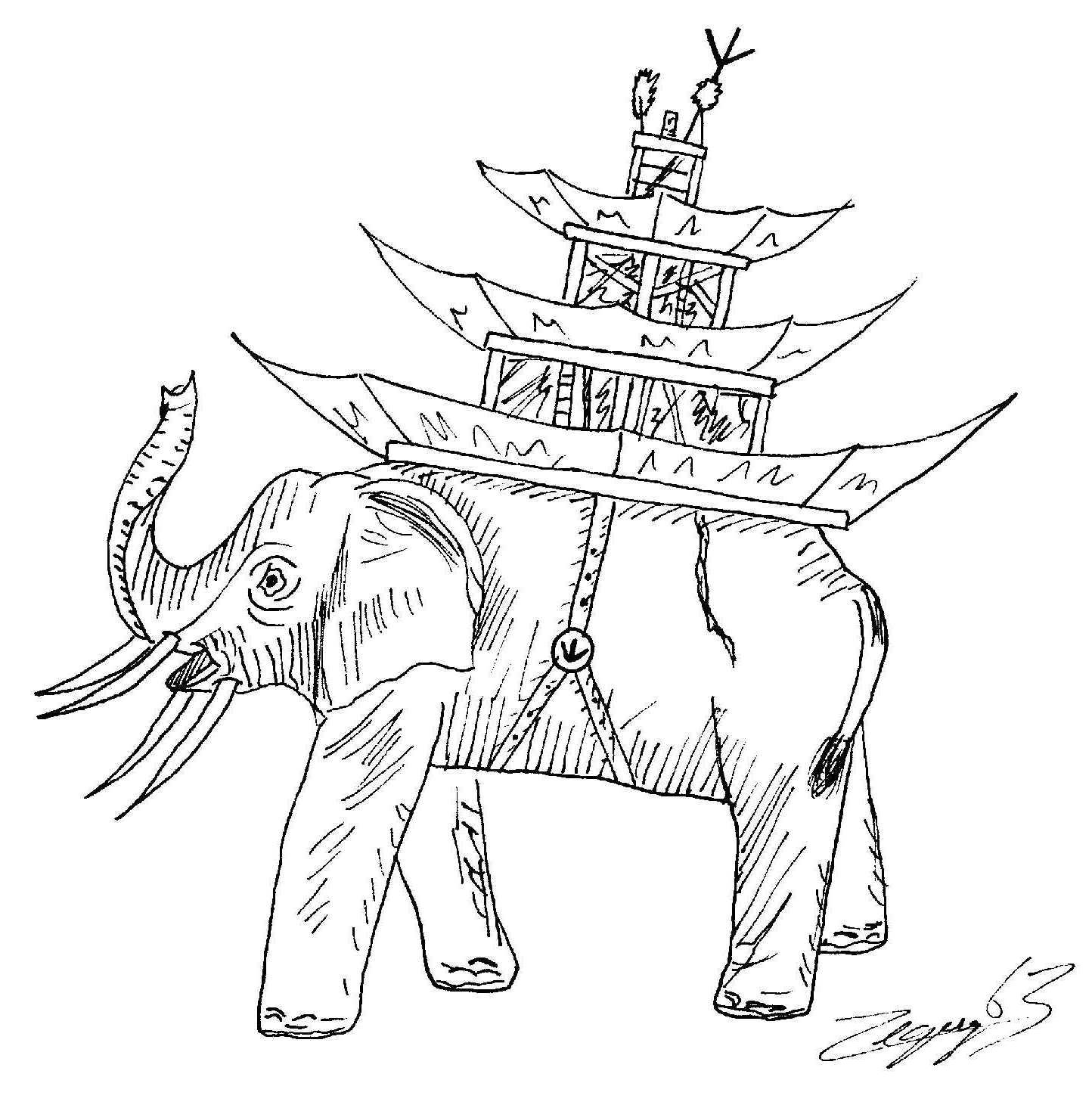
Mûmak équipé pour la guerre.

Le mûmak (pluriel mûmakil) ou oliphant est une créature fictive inventée par J. R. R. Tolkien, qui apparaît principalement dans Le Seigneur des anneaux. Semblable à un gigantesque pachyderme, cet animal, qui provient du sud de la Terre du Milieu, est employé par les Haradrim comme éléphant de guerre.

## Caractéristiques
Au Troisième Âge, la majorité des mûmakil parcourant encore le Harad n'offrent plus qu'un souvenir de la corpulence et de la grandeur des premiers mûmakil. Sam Gamegie eut cependant la chance d'en apercevoir un en Ithilien. Juste avant cette rencontre, il fredonna à Gollum un poème où l'oliphant, comme il est appelé chez les Hobbits, est décrit comme un pachyderme gigantesque, plus grand qu'une maison. Ses pattes sont comparées à des arbres et ses oreilles à de grandes voiles.

« Ébahi et terrifié, mais pour sa joie durable, Sam vit une vaste forme sortir des arbres fracassés et se précipiter sur la pente. Elle lui parut grande comme une maison, bien plus qu'une grande maison : une colline grise en mouvement. La peur et l'étonnement la magnifiaient peut-être aux yeux du hobbit, mais le Mûmak de Harad était en vérité une bête de vaste volume, et il ne s'en promène plus de semblable à présent en Terre du Milieu, ceux de son espèce qui vivent encore de nos jours n'offrent plus qu'un souvenir de sa corpulence et de sa majesté. Il avança droit sur les guetteurs, et puis il se détourna au dernier moment pour passer seulement à quelques mètres, faisant trembler la terre sous leurs pieds : ses grandes pattes étaient semblables à des arbres, ses oreilles énormes étaient étendues comme des voiles, son long mufle était levé comme un serpent sur le point de foncer, ses petits yeux rouges étaient emplis de fureur. Des cercles d'or ceignaient ses défenses en forme de cornes relevées, dégouttantes de sang. »

— J. R. R. Tolkien, Le Seigneur des anneaux

« Il venait de grandes bêtes, semblables à des maisons en mouvement dans la lumière rouge et dansante, les mûmakil de Harad qui tiraient à travers les chemins parmi les feux d'énormes tours et engins. Mais partout où venaient les mûmakil, les chevaux refusaient d'avancer et se dérobaient, et les grands monstres n'étaient pas combattus, ils se dressaient comme des tours de défense, et les Haradrim se ralliaient autour d'eux. »

— J. R. R. Tolkien, Le Seigneur des anneaux

## Histoire
En plus d'être une redoutable machine de guerre, le mûmak est un atout d'intimidation de poids. Pendant la bataille des champs du Pelennor, les chevaux des Rohirrim se dérobent aux ordres de leurs maîtres en présence des mûmakil : « Mais partout où venaient les mûmakil, les chevaux refusaient d'avancer et se dérobaient. » Ceux-ci piétinèrent grand nombre d'adversaires, parmi eux Duïlin, alors qu'ils essayaient de tuer les monstres du Harad.

« et Duilïn de Morthond et son frère avaient été piétinés à mort au cours de leur assaut contre les mûmakil, alors qu'ils menaient leurs hommes tout près pour tirer dans l'œil des monstres »

— J. R. R. Tolkien, Le Seigneur des anneaux
De nombreux mûmakil furent envoyés au Gondor pour le siège de Minas Tirith, mais aucun ne revint des champs du Pelennor.
Un poème hobbit sur l'oliphant est cité dans Le Seigneur des anneaux : il y est dépeint comme une bête colossale, à la volonté et la longévité sans limites. Selon toute vraisemblance l'auteur du poème n'a jamais dû en voir un de sa vie : les Hobbits sont connus pour ne pas être de grands voyageurs et donc peu au fait des choses en dehors de la Comté.

## L'équipement des mûmakil
Le mûmak aperçu par Sam Gamegie en Ithilien est décrit comme équipé d'un « caparaçon d'écarlate et d'or » visant à le protéger des flèches, et des « cercles d'or ceign[ent] ses défenses en forme de cornes relevées ».

## Noms
Mûmak serait un nom de la langue des Orientaux, de signification inconnue, et employé dans la langue du Gondor. Quant à oliphant, censé être le nom hobbit pour ces créatures, c'est en fait une forme archaïque d'éléphant, que l'on retrouve dans le nom olifant.
On trouve aussi, dans le corps du texte, la forme pluriel mûmakil qui semble être purement oriental, et duquel on peut extraire le suffixe probable du pluriel -il. Il est possible que l'accent circonflexe indique une origine orientale, comme on le voit peut-être dans Nûrn et Incánus (incâ).

## Conception et évolution
Le poème relatif à l'oliphant est publié dans Les Aventures de Tom Bombadil, recueil de poèmes sorti en 1962. Il s'agit en fait du même que celui qui apparaît dans Le Seigneur des Anneaux.

## Adaptations
Les mûmakil apparaissent dans les films Les Deux Tours et Le Retour du Roi de Peter Jackson. Des archers Haradrim sont postés au sommet des tours portées par les mûmakil, similaires aux Howdah.